# King's Quest
King's Quest és una sèrie d'aventures gràfiques dissenyades per Roberta Williams i publicades per la companyia americana Sierra On-Line. Forma part de l'època daurada de les aventures gràfiques (de fet, es considera la seva primera part com la primera aventura gràfica en tercera persona de la història) i va ser l'estendard de la companyia durant molts anys.

## Història
En 1984, IBM va demanar a Sierra que produís un joc que demostrés les capacitats gràfiques dels seus nous IBM PCjr respecte els models que suportaven targetes CGA, establint un estàndard amb King's Quest. Tota la saga, a excepció de l'últim títol, va ser desenvolupada amb tecnologia en 2D, bé amb un sistema d'escriptura d'ordres combinada amb maneig de personatge amb cursor (fins a la quarta entrega), o bé amb el clàssic sistema d'apuntar i clicar (entre la cinquena i la setena).
L'últim títol, desenvolupat en 3D, es va apartar de l'esperit inicial de la saga, incorporant elements de rol i acció al joc, pel que va ser considerat com un joc a part per gran part dels seguidors de la saga.

## Llistat de jocs de la saga
- King's Quest I: Quest for the Crown (1984)
- King's Quest II: Romancing the Throne (1985)
- King's Quest III: To Heir Is Human (1986)
- King's Quest IV: The Perils of Rosella (1988)
- King's Quest V: Absence Makes the Heart Go Yonder! (1990)
- King's Quest VI: Heir Today, Gone Tomorrow (1992)
- King's Quest VII: The Princeless Bride (1994)
- King's Quest VIII: The Mask of Eternity (1998)
- King's Quest, versió episòdica de The Odd Gentlemen (2015–2016)

## Jugabilitat
El món de King's Quest és consistent, sofisticat i immersiu. Està compost per diferents territoris i regnes sobrenaturals.
Els personatges principals de la sèrie són el Rei Graham, originalment Sir Graham, un cavaller de Daventry, el qual guanya el tron del regne amb diverses recerques, i els membres de la seva família: la seva esposa, la Reina Valanice i els seus fills bessons, el Príncep Alexandre i la Princesa Rosella. L'excepció és en King's Quest VIII, on el protagonista és Connor Mac Lyrr, un habitant del Regne de Daventry que no té relació amb la família real. A causa d'això i a l'èmfasi a incloure elements propis d'un joc d'acció o un RPG en King's Quest VIII, molts fans no ho consideren una veritable seqüela. A això ajuda el que en la versió nord-americana, el joc es titula únicament KQ:MoE (a causa de Mask of Eternity, el subtítol del joc), afegint-se el VIII només en les edicions europees.
Molts personatges de ficció famosos apareixen en la sèrie, incloent a La Bella i la Bèstia, Rumpelstiltskin, Caputxeta Vermella i el Compte Dràcula. Les seves aparicions es donen sobretot en els primers jocs, convertint els puzles basats en objectes en un escenari de fantasia. Les seqüeles següents tenien guions més elaborats, puzles més complicats i uns personatges més originals i millor desenvolupats.
La principal manera en què els personatges resolen puzles i avancen en el joc és utilitzant objectes que han trobat abans i que romanen en el seu inventari. Fins i tot els objectes més inútils aparentment (un peix mort, un tomàquet podrit o una vella canya) poden tenir una insospitada i creativa funció en la situació correcta. La famosa dita del King Graham's, “Agafa qualsevol cosa que no estigui clavada al sòl (Take anything that isn't nailed down),” és generalment una bona forma d'actuar. Quan una situació és impossible de resoldre, el millor és abandonar el lloc i tornar més tard amb nous objectes. Altres puzles inclouen mapes de laberints, deserts o altres llocs inhabitables; resoldre sedassos; i realitzar les tasques usant la lògica o les habilitats de pensament.
La gent que juga a algun King's Quest sol sofrir la mort dels seus personatges freqüentment (a causa de la dificultat de molts dels puzles i a trobar-se amb situacions per les quals el personatge encara no està preparat) i la millor opció és ?Salvar la partida? contínuament, conservant totes les partides salvades per si en algun moment és necessari tornar a una situació anterior, alguna cosa bastant comuna si en una fase avançada del joc descobreixes que et falta un objecte que no has recollit o perdut al principi, sense el qual no pots seguir endavant. Algunes parts del joc poden ser solament superades salvant i carregant diverses vegades. Una altra estratègia important és usar tots els sentits del personatge per aconseguir la màxima informació possible: mirar, escoltar, fer olor, provar o tocar tot allò que sigui possible.
La regió en la qual es desenvolupa el primer joc no té límits. Sir Graham pot viatjar al nord, sud, est o oest, però no importa a quina adreça vagi, se sol tornar a la mateixa pantalla on va començar el trajecte. Est és la manera més fàcil de programar un espai de joc tancat. Tal situació es pot explicar dins del guió (continuïtat retroactiva) dient que el personatge està atrapat en una regió màgica. King's Quest II, III i IV usen també aquest disseny, però d'una manera més limitada. El ‘looping’ té lloc solament quan el personatge va cap al nord o el sud. Barreres geogràfiques com el mar, muntanyes o deserts serveixen de límits en l'est i l'oest. A partir del KQ V, el ‘looping’ va ser eliminat i totes les regions del joc tenien límits en les quatre direccions.

## Mitologia
Moltes criatures, personatges i situacions procedents de la mitologia, contes de fades i del folklore es troben dins del món de King's Quest. Un Minotaure, Druïdes, Cupido, Ceres, Harpies, Oracles, Neptú, Medusa, Pandora o el déu Pan apareixen en diversos jocs de la sèrie. En general, la mitologia del món de King's Quest deriva de l'antiga Grècia, Roma i els Celtes.
La màgia té un paper fonamental en la sèrie. Mags, bruixots, encantadors i genis apareixen en molts llocs. En alguns jocs, el protagonista ha d'usar encanteris o objectes màgics per aconseguir completar el seu objectiu.

## El bé i el mal
En la sèrie, el jugador, com a protagonista, sempre juga en el costat del ben i la bondat. El King Graham, la Reina Valanice, el Príncep Alexander, la Princesa Rosella i Connor s'esforcen per fer el major bé possible. El personatge principal està freqüentment motivat per un desig de protegir el seu estimat o estimada o protegir els innocents del mal. Els vilans de la sèrie són personatges que amenacen la seguretat de Daventry o intenten governar altres regnes com a tirans. En els primers set jocs de la sèrie, s'intenta evitar la violència sempre que sigui possible.
Molts dels vilans són fets presoners màgicament o neutralitzats de qualsevol altra forma en comptes de matar-los. Algunes vegades, principalment en els primers jocs, existeixen múltiples formes de derrotar els adversaris. En tractar amb adversaris que són perillosos però no realment malvats, els mètodes que no són letals són sempre premiats amb més punts i de vegades també amb premis més tangibles (el més notable és la serp del King's Quest II).

## Rebuda
El 1996, Next Generation va nomenar la sèrie com a número 79 en els seus "100 millors jocs de tots els temps", comentant que "l'humor, la narració de contes i la implementació clàssica del trencaclosques fan que la saga de King's Quest la formació més consistent de la millor qualitat en la història dels jocs d'ordinador."
El 1994, la sèrie havia venut 2,5 milions de còpies, convertint-la en la sèrie de jocs d'ordinador més venuda en aquell moment. El 1997, la sèrie havia venut 7 milions de còpies.